# Zdzisław Mączeński

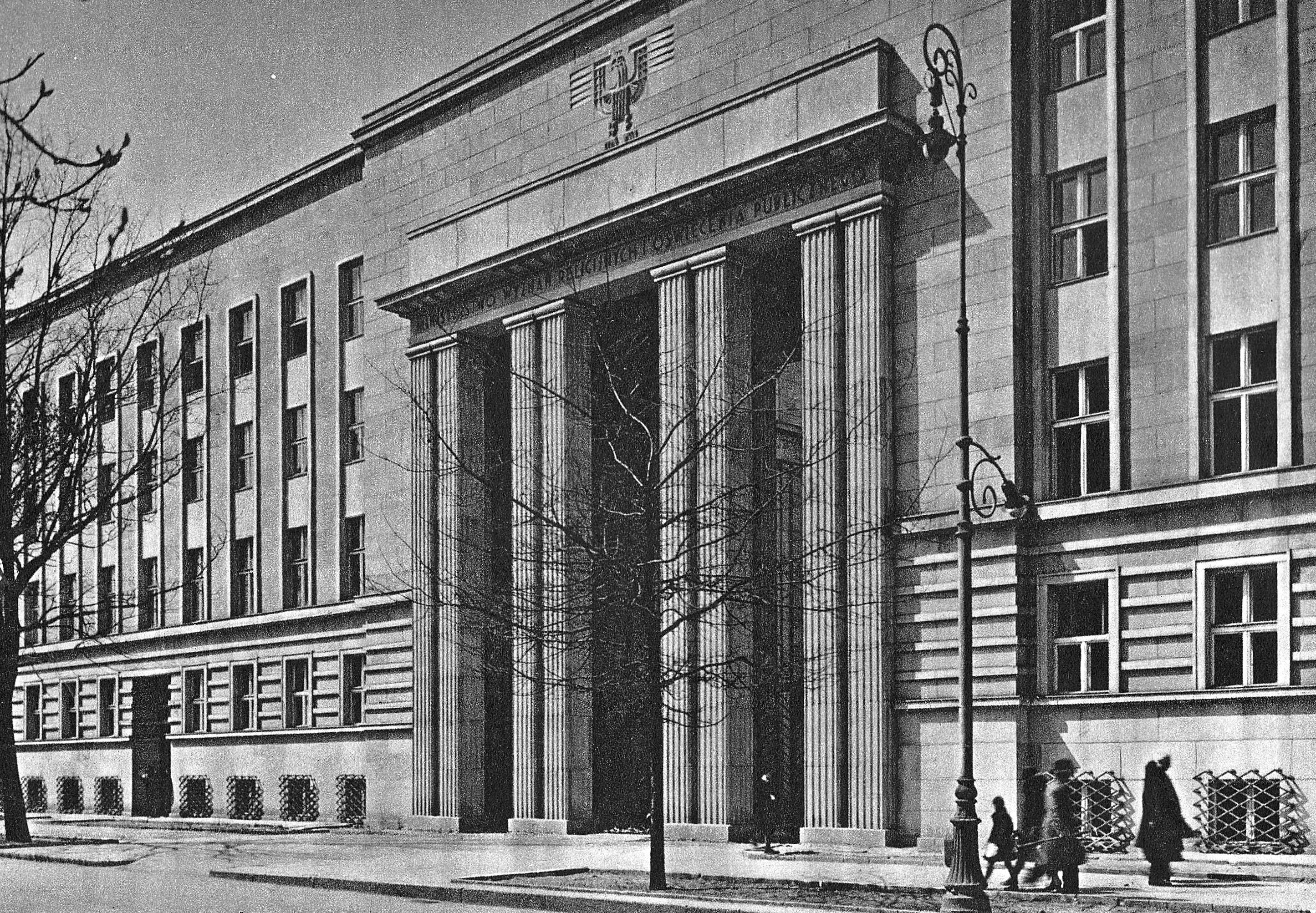
Gmach Ministerstwa Wyznań Religijnych i Oświecenia Publicznego w al. J.Ch. Szucha 25 w Warszawie

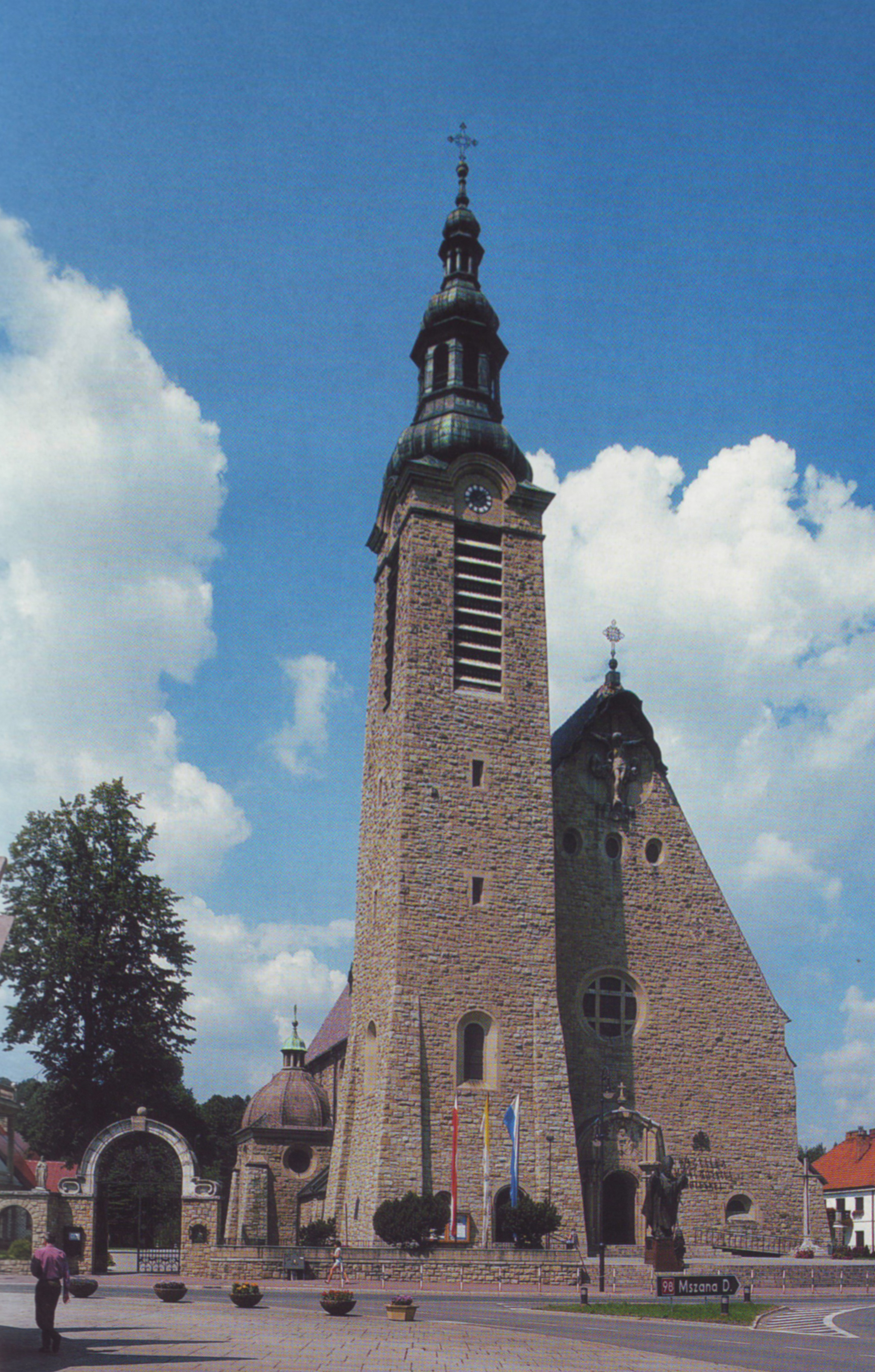
Bazylika Matki Boskiej Bolesnej w Limanowej

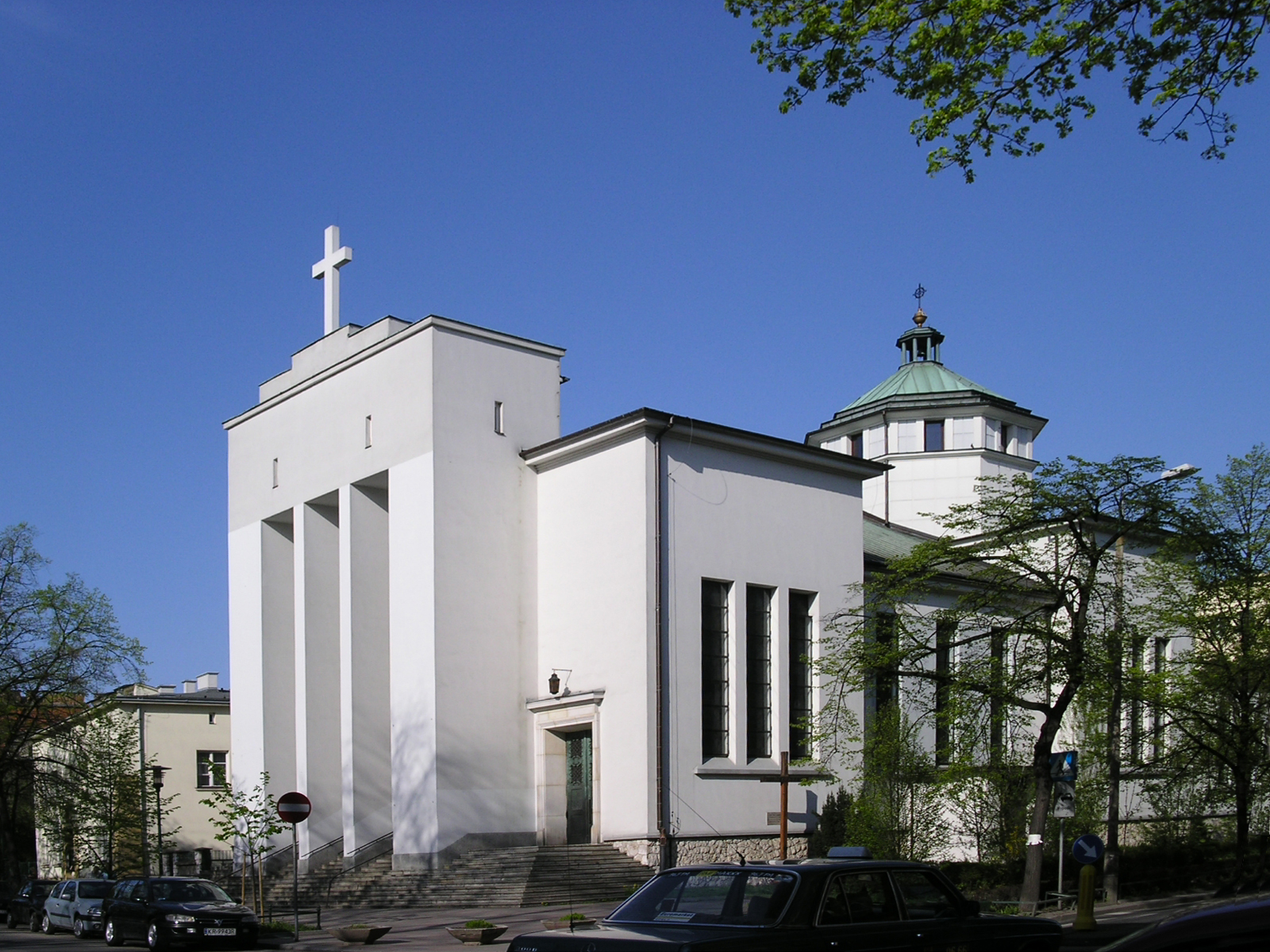
Kościół św. Szczepana w Krakowie

Zdzisław Mączeński (ur. 14 października 1878 w Spytkowicach, zm. 17 czerwca 1961 w Grybowie) – polski architekt.

## Życiorys

### Edukacja
Przez pięć lat uczęszczał do gimnazjum w Wadowicach. Po ukończeniu czwartej klasy szkoły średniej został przyjęty na pierwszy kurs na Wydziale Budownictwa Wyższej Szkoły Przemysłowej w Krakowie, gdzie studiował w latach 1893–1897. W roku 1918 otrzymał dyplom inżyniera na Wyższej Szkole Technicznej w Wiedniu, a w 1927 dyplom inżyniera – architekta na Wydziale Architektury Politechniki Warszawskiej.

### Praca zawodowa
Pracę zawodową rozpoczął w 1897 roku w biurze restauracji katedry na Wawelu, pod kierunkiem Sławomira Odrzywolskiego. W latach 1900–1915 pracował w biurze Józefa Dziekońskiego w Warszawie, gdzie brał udział w projektowaniu 70 kościołów oraz wykonał 39 projektów budowlanych. Od roku 1906 poza uczestnictwem w zespole Józefa Dziekońskiego podjął własną pracę, projektując i realizując kościoły, m.in. w Limanowej (1909, realizacja 1910–1918), Mąkoszynie (1914), Książnicy (1914), Kamieniu (1914), Kąclowej (1926–1929), św. Szczepana w Krakowie (1926), Siedlcu k. Łęczycy (1927), Bystrzycy (1932–1935), Wysowej (1936–1939), Matki Bożej Różańcowej na Bródnie w Warszawie (1937), Kaplicy na Podjaworzu w parafii Grybów (po 1945), szkoły i budynki użyteczności publicznej, w tym m.in. Gmach Ministerstwa Wyznań Religijnych i Oświecenia Publicznego w Warszawie przy alei Szucha 25 (1927–1930), Izbę Przemysłowo-Handlową przy ul. Wiejskiej 10 (1929). Był autorem projektu odbudowy budynku Banku Handlowego przy ul. Czackiego (1947–1949). Zaprojektował też budynki mieszkalne, m.in. w Warszawie przy ul. Lwowskiej 10, Szpitalnej 4, Wiejskiej 18, Narbutta 7, zespół domów na ul. Raszyńskiej oraz kamienicę przy ul. Puławskiej 26/26a.
Był współzałożycielem i współprojektantem zespołu urbanistycznego Spółdzielnia Profesorów Wydziału Architektury Politechniki Warszawskiej w Warszawie przy ul. Górnośląskiej i Myśliwieckiej, który dziś w całości znajduje się pod nadzorem konserwatorskim.
Ogółem był autorem projektów i realizacji ponad 70 obiektów.
Laureat wielu konkursów architektonicznych. Otrzymał 10 nagród I stopnia (w tym w 1909 za kościół w Limanowej, w 1927 za gmach Ministerstwa Wyznań Religijnych i Oświecenia Publicznego i w 1930 ex aequo za kościół Opatrzności Bożej), 3 nagrody II stopnia oraz nagrody III stopnia i wyróżnienia.

### Działalność dydaktyczna
Działalność dydaktyczną w uczelni akademickiej rozpoczął w roku 1915 na Wydziale Architektury Politechniki Warszawskiej, prowadząc wykłady z budownictwa ogólnego i rysunku architektonicznego. Dwukrotnie pełnił funkcję prorektora Politechniki Warszawskiej w latach 1947–1949, oraz dwukrotnie – dziekana Wydziału Architektury PW (1945–1946 oraz 1949–1950).
W czasie okupacji wykładał na tajnym Wydziale Architektury i w jawnej Wyższej Szkole Technicznej w Warszawie, a po powstaniu warszawskim – na tajnych kursach akademickich w Częstochowie.
W 1946 został profesorem nadzwyczajnym, a w 1948 profesorem zwyczajnym. Od 1954 kierował Katedrą Budownictwa Ogólnego. W 1956 został powołany na członka korespondenta Polskiej Akademii Nauk.
W latach 1931–1939 był architektem–doradcą Kurii Archidiecezjalnej Warszawskiej, a po II wojnie światowej członkiem, a następnie wiceprzewodniczącym Prymasowskiej Rady Odbudowy Kościołów (tablica pamiątkowa na południowej ścianie katedry św. Jana w Warszawie).
9 marca 1939 roku w uznaniu zasług dla Grybowa Rada Miasta nadała mu jednogłośnie honorowe obywatelstwo „Wolnego Królewskiego Miasta Grybowa”.
Wydał wiele prac naukowych oraz podręczników akademickich, takich jak Podręcznik budownictwa, 1945, Poradnik budowlany dla architektów, 1953, Elementy i detale architektoniczne, 1956. Wartość tych prac potwierdza wydanie w 1998 reprintu monografii Elementy i detale architektoniczne, bez żadnych poprawek.
W 1950 Politechnika Warszawska przyznała mu tytuł doktora honoris causa. W 1955 otrzymał Nagrodę Państwową I stopnia za całość twórczej działalności architektonicznej, a w szczególności za ugruntowanie technicznych podstaw wiedzy architektonicznej.
Zmarł w Grybowie, spoczął na cmentarzu Powązkowskim w Warszawie (kwatera 54-4-16).

## Ordery i odznaczenia
- Krzyż Komandorski Orderu Odrodzenia Polski (22 lipca 1951)[5]
- Krzyż Oficerski Orderu Odrodzenia Polski (9 listopada 1932)[6]
- Złoty Wawrzyn Akademicki (5 listopada 1935)[7]
- Medal 10-lecia Polski Ludowej (19 stycznia 1955)[8]
- Złota Odznaka Honorowa „Za Zasługi dla Warszawy”

## Upamiętnienie
W styczniu 1986 jego imieniem nazwano ulicę na warszawskim Ursynowie.